# 1993年重庆枪击案
重庆枪击案是1993年4月5日在中华人民共和国重庆市发生的一起大规模枪击事件。当时重慶一机械厂的出勤卡出現了問題，一程姓工人對此不滿，恼羞成怒，手持步枪企图杀死老板，却发现老板不在，于是便开枪打死了三名同事。
在保全員的追捕下，程某翻墙逃离了工厂，跑到街上向路过的骑着摩托车的四口之家开枪，造成一男两女死亡，一人受伤。他接下来打伤了一辆货车上的一名士兵，然后杀死了另一名男子，之後又骑着该男子的自行车逃跑。程某在一个路口停下并劫持了一辆出租车，杀死了司机，打伤了乘客，最后驾车冲下30米深的山沟自杀。